# Marc Schneider (aviron)
Marc Schneider, né le 28 avril 1973 à Lubbock (États-Unis), est un rameur d'aviron américain.

## Carrière
Marc Schneider participe aux Jeux olympiques de 1996 à Atlanta et remporte la médaille de bronze avec le quatre sans barreur poids légers américain composé de Jeff Pfaendtner, David Collins et William Carlucci.